# Église Saint-Vincent d'Antogny-le-Tillac
Pour les articles homonymes, voir Église Saint-Vincent.
L'église Saint-Vincent d'Antogny-le-Tillac est une église paroissiale affectée au culte catholique dans la commune française d'Antogny-le-Tillac, dans le département d'Indre-et-Loire.
Construit au XIe siècle mais remanié au XIIIe siècle, l'édifice est inscrit comme monument historique en 1926.

## Localisation
Rigoureusement orientée de l'ouest (nef) vers l'est (chœur), l'église est construite au nord du chef-lieu communal, à proximité immédiate de la rive gauche de la Vienne.

## Histoire
Une première église est citée dans une charte du VIIe siècle mais elle est reconstruite au XIe siècle ; une partie des murs de la nef et de la façade date de cette époque. Une phase importante de reconstruction survient à nouveau au XIIe ou au XIIIe siècle : la nef est partiellement reprise, l'abside intégralement reconstruite,.
L'église est inscrite comme monument historique par arrêté du 29 mars 1926. Le chœur est restauré en 1936.

## Description
La nef, composée d'un seul vaisseau est couverte en charpente. Elle est percée, en façade, d'une porte et d'une baie qui la surmonte, toutes deux en plein cintre et execentéres vers le nord de la façade.
L'édifice se prolonge par un chœur dont l'abside, à chevet plat, est déportée au nord par rapport à l'axe de la nef. La première travée de ce chœur, voûtée en coupole, supporte le clocher.
Le clocher est octogonal et chacune des faces de son beffroi est percé d'une baie. Il est flanqué, dans l'angle de la nef et du chœur, d'une tourelle d'escalier à vis.

## Pour en savoir plus